# 湯田大石テレビ中継局
湯田大石テレビ中継局（ゆだおおいしテレビちゅうけいきょく）は、岩手県和賀郡西和賀町の旧湯田町地域に設置されていたテレビ中継局。
2011年7月24日をもって運用を終える予定が、東日本大震災発生の影響で、2012年3月31日まで稼動した。
デジタルテレビ中継局開設の予定はなく、共同聴取施設の新設やケーブルテレビへの接続などで対応することになる。

## 所在地
- 西和賀町本内（大峠山中腹）

## 中継局概要
| 放送局名              | チャンネル                     | 空中線電力                     | ERP                            | 放送対象地域                   | 放送区域内世帯数               |
| NHK盛岡教育テレビ     | 52ch                           | 映像1W /音声250mW              | 映像4.8W /音声1.2W             | 全国放送                       | 不明                           |
| NHK盛岡総合テレビ     | 54ch                           | 映像1W /音声250mW              | 映像4.8W /音声1.2W             | 岩手県                         | 不明                           |
| IBC岩手放送           | 56ch                           | 映像1W /音声250mW              | 映像4.8W /音声1.2W             | 岩手県                         | 不明                           |
| TVIテレビ岩手         | 中継局未開局・事実上の先行廃局 | 中継局未開局・事実上の先行廃局 | 中継局未開局・事実上の先行廃局 | 中継局未開局・事実上の先行廃局 | 中継局未開局・事実上の先行廃局 |
| mit岩手めんこいテレビ | 中継局未開局・事実上の先行廃局 | 中継局未開局・事実上の先行廃局 | 中継局未開局・事実上の先行廃局 | 中継局未開局・事実上の先行廃局 | 中継局未開局・事実上の先行廃局 |
| IAT岩手朝日テレビ     | 中継局未開局・事実上の先行廃局 | 中継局未開局・事実上の先行廃局 | 中継局未開局・事実上の先行廃局 | 中継局未開局・事実上の先行廃局 | 中継局未開局・事実上の先行廃局 |

## 放送エリア・その他
- 西和賀町の旧湯田町地域東部をカバーしているが、在盛UHF民放局（TVIテレビ岩手とmit岩手めんこいテレビ及びIAT岩手朝日テレビ）は当地に中継局を置いていないため、湯田中継局などを受信することになる。非該当のデジタル放送も同様となる。